# ديردريه آن سنيمان
ديردريه آن سنيمان مواليد 1949 (بالإنجليزية: Deirdré Anne Snijman)‏ هي عالمة نبات جنوب أفريقية.